# LP 415-17
LP 415-17 — звезда в созвездии Тельца. Находится на расстоянии около 267 световых лет от Солнца. Вокруг звезды обращается, как минимум, три планеты. Возможно, она принадлежит к Потоку Геркулеса.

## Характеристики
LP 358-499 — звезда 12,8 видимой звёздной величины, её не видно невооружённым глазом. Впервые она упоминается в каталоге голландско-американского астронома Виллема Якоба Лейтена. Это средний либо поздний тип оранжевого карлика. Масса и радиус звезды равны 65% и 58% солнечных соответственно. Температура поверхности звезды составляет около 4258 кельвинов. LP 358-499, возможно, входит в состав движущейся группы звёзд под названием Поток Геркулеса. Эта группа состоит из популяций звёзд Тонкого и Толстого дисков нашей Галактики.

## Планетная система
В 2018 году командой астрономов, работающих с фотометрическими данными в рамках проекта Kepler-K2, было объявлено об открытии трёх планет в системе. Все они представляют собой горячие суперземли, обращённые всегда одной стороной к родному светилу (т.е. находятся в приливном захвате). Планета LP 415-17 b имеет около 1,8 радиуса Земли, она является самой маленькой из всех трёх. Её масса равна 4,7 массы Земли, а её орбита лежит на расстоянии 0,056 а.е. от родительской звезды. 
LP 415-17 c — самая крупная и массивная планета в системе. Она в 6 с половиной раз массивнее Земли, а по размерам превосходит её в 2,6 раз. Она обращается на расстоянии около 0,1 а.е. от звезды и совершает полный поворот за 13,85 суток.
LP 415-17 d имеет радиус, равный 1,9 радиуса Земли, и почти в 5 раз массивнее нашей планеты. Планета обращается на расстоянии 0,19 а.е. от звезды; год на ней длится 40,7 суток. Ниже представлена сводная таблица характеристик всех трёх планет.